# 三浦義明
三浦 義明（みうら よしあき）は、平安時代後期から末期にかけての相模国三浦郡衣笠城の武将。三浦荘（現神奈川県横須賀市）の在庁官人。桓武平氏の平良文を祖とする三浦氏の一族。相模介・三浦義継の子。子に杉本義宗、三浦義澄などがいる。

## 概要

### 経歴
世襲の官である三浦介を号して天治年間（1124年 - 1126年）国務に参画し、三浦半島一帯に勢力を扶植する。多くの子女に恵まれた。
長男の杉本義宗は和田氏の祖、次男の義澄は父の後嗣となり、また娘の一人は都から東国に進出した源義朝の側室となったという。以降、相模国における義朝の覇権確立の有力な後ろ盾となり、久寿2年（1155年）に義朝の子・義平が叔父の義賢と戦った大蔵合戦では、後方からこれを支援したとされる（一説によると義平の母は義明の娘とも言われる）。

### 最期
治承4年（1180年）源頼朝が挙兵すると、次男の義澄率いる三浦一族はこれに合流しようと8月22日に三浦を出る。だが悪天候のため参戦できず24日に引き返し、途中由比ヶ浜で平家方の畠山重忠に襲われるがこれを退け三浦に帰る。しかし26日には再度畠山重忠に襲われ衣笠城にて防戦、衣笠城合戦となった。攻撃は朝から続き二度の合戦で刀折れ矢尽きた義澄ら一族は夜半になって城を捨て脱出したが、老齢の義明は独り城に残り討ち死にした。享年89。
『吾妻鏡』には、8月26日条に、義明云く「我は源氏累代の家人として、老齢にしてその貴種再興にめぐりあうことができた。今は老いた命を武衛（頼朝）に捧げ、子孫の手柄としたい。」と城に残り、義澄らは「涕泣し（泣きながら）義明と別れ離散した。」とし、翌8月27日条「辰の刻、三浦介義明、河越重頼・江戸重長らに討ち取られる。齢八十余、扶持する人無きに依ってなり。」とある。また、『延慶本 平家物語』は、城に残ろうとする義明を、郎等たちが無理やり輿に乗せて城を出たものの、敵に出会うと輿を捨てて逃げしまい、江戸重長に切り殺されたとする。
なお、敵将の畠山重忠の母は義明の娘であり、義明から見ると外孫であった。このため重忠は衣笠城攻撃を行うのは本意でなかったが、父の畠山重能が大番役で在京していたため、平氏方として働かざるを得なかったとされる。だが武蔵国の河越重頼や江戸重長が重忠の加勢にすぐに応じられたのは、平家方の大庭景親の動員に応じて相模に来ていたためであり、衣笠城落城後にすぐに大庭軍が数千騎を率いて攻め寄せてきている事から、三浦攻めは重忠の平家への義理や外聞のための通り一遍のものではなかったと考えられる。
また、近年になって肥後国小代氏に伝わる「小代系図」（『肥後古記集覧』所収）の蓬莱経重の項目にある「母江戸四郎平重継女也 経重者畠山庄司次郎重忠一腹舎兄也」という記事が注目されている。経重は系図上は児玉党の秩父行俊の子とされるが、同党の通字である「行」の字を名乗っておらず他氏からの養子とみられている。清水亮は、重忠の父畠山重能の正室は義明の娘であったが、子供に恵まれず江戸重継の娘を側室として重忠ら兄弟を生み、後に嫡男である重忠は正室（義明の娘）の養子とされ、経重は児玉党系秩父氏へ養子に出されたと解する。これを裏付けるものとして『源平盛衰記』「衣笠合戦」（巻22）で義明が重忠を「継子孫」と呼ぶ部分が存在することを指摘する。この説が正しければ、形の上では義明と重忠は外祖父と外孫になるものの実際には血縁関係は存在しておらず、重忠が敵方であった三浦氏を攻撃することを制約する要素はなかったとみられている。また、重長は実の甥である重忠支援のために援軍を派遣したとも解される。

### 後世への影響
後世、齢89にして頼朝の挙兵に呼応し源氏の再興に一命を捧げた義明の行為は源氏武士の鑑とされた。
義明の死後、頼朝が追善供養のため堂宇建立を命じて創始されたのが満昌寺であり、義明はその境内の御霊明神社に主神として祀られている。
慶応4年1月、徳川家が輪王寺門跡にして東叡山寛永寺の貫首である公現法親王に対し徳川慶喜救解のために上洛して弁疏を尽くすよう求めた際、寛永寺執当職の覚王院義観は弁疏など迂遠な策をとらず、まず慶喜が先頭きって京へ攻め上るよう求めた上で「機は神速にあり。願わくば源君は今夜にも鞭を挙げ、命令せられんことを。一に三浦大助の如く（機在神速。願源君即夜拳鞭。下令傳命。一如三浦大助）」と述べたことが覚王院義観の日記に記されている。藤井徳行はこの「三浦大助」こそは三浦大介義明のことであるとしており、慶喜を「源君」と呼んでいることと併せ、義明が源氏武士の鑑とされていたことを裏付けるエピソードと言える。

## 史跡
衣笠城合戦に敗れた三浦義明は松の木の下で自害したと言われ、横須賀市大矢部の「腹切松公園」内に史跡が設けられている。

## 画像集

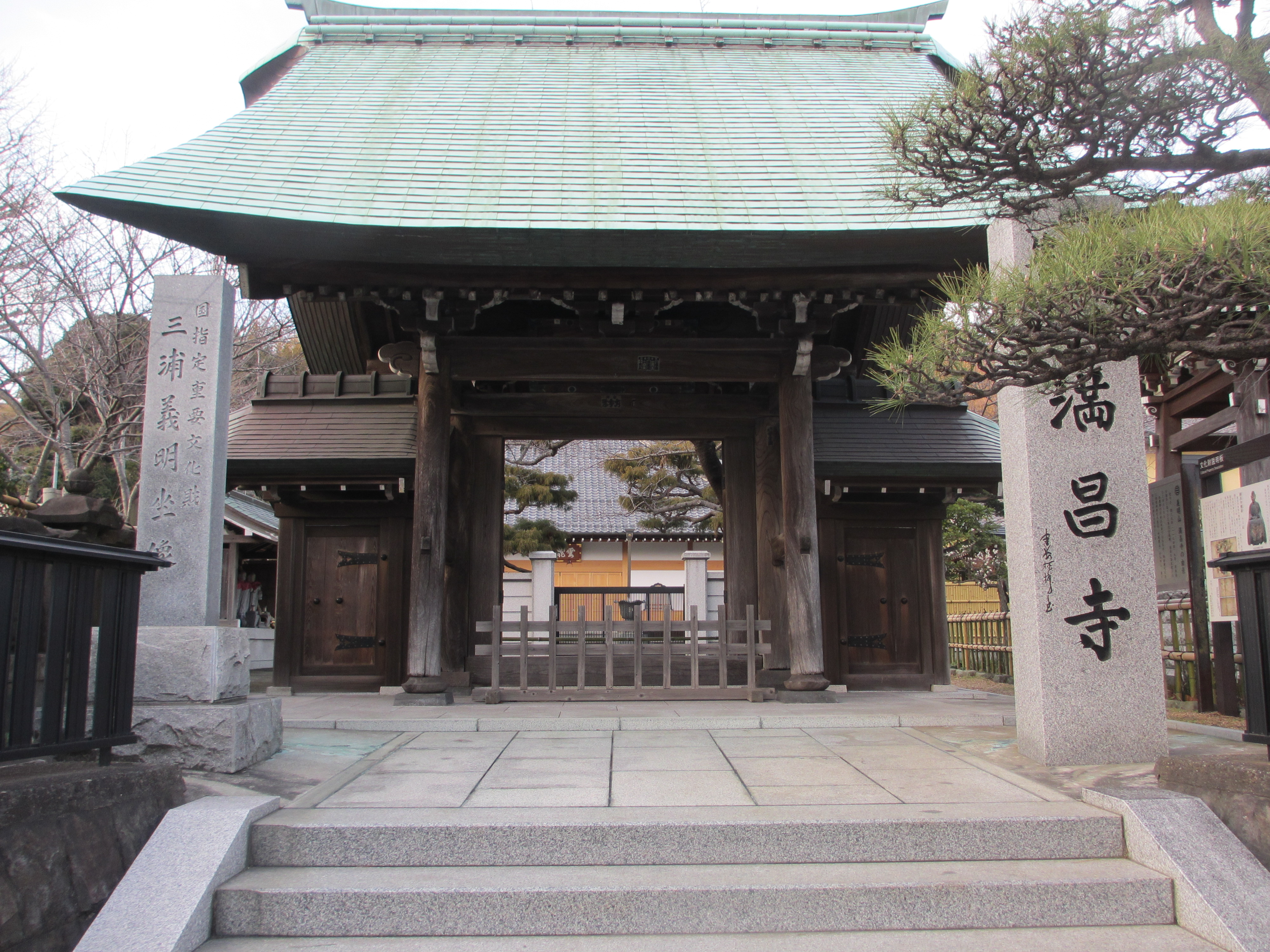
満昌寺（三浦義明公菩提寺、横須賀市大矢部1‐5‐10）
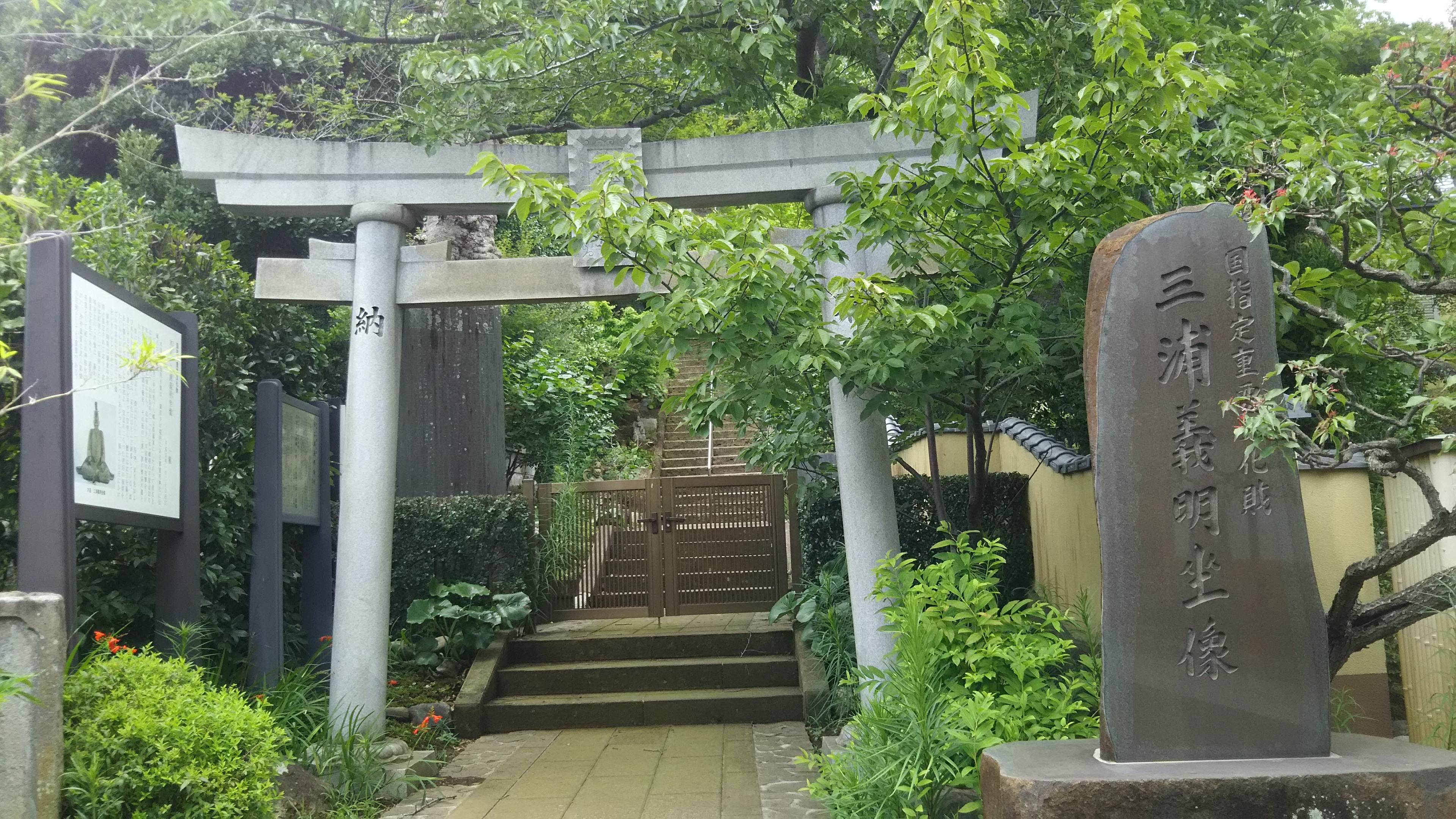
御霊神社（和田義盛公創建、三浦義明公坐像首塚有）
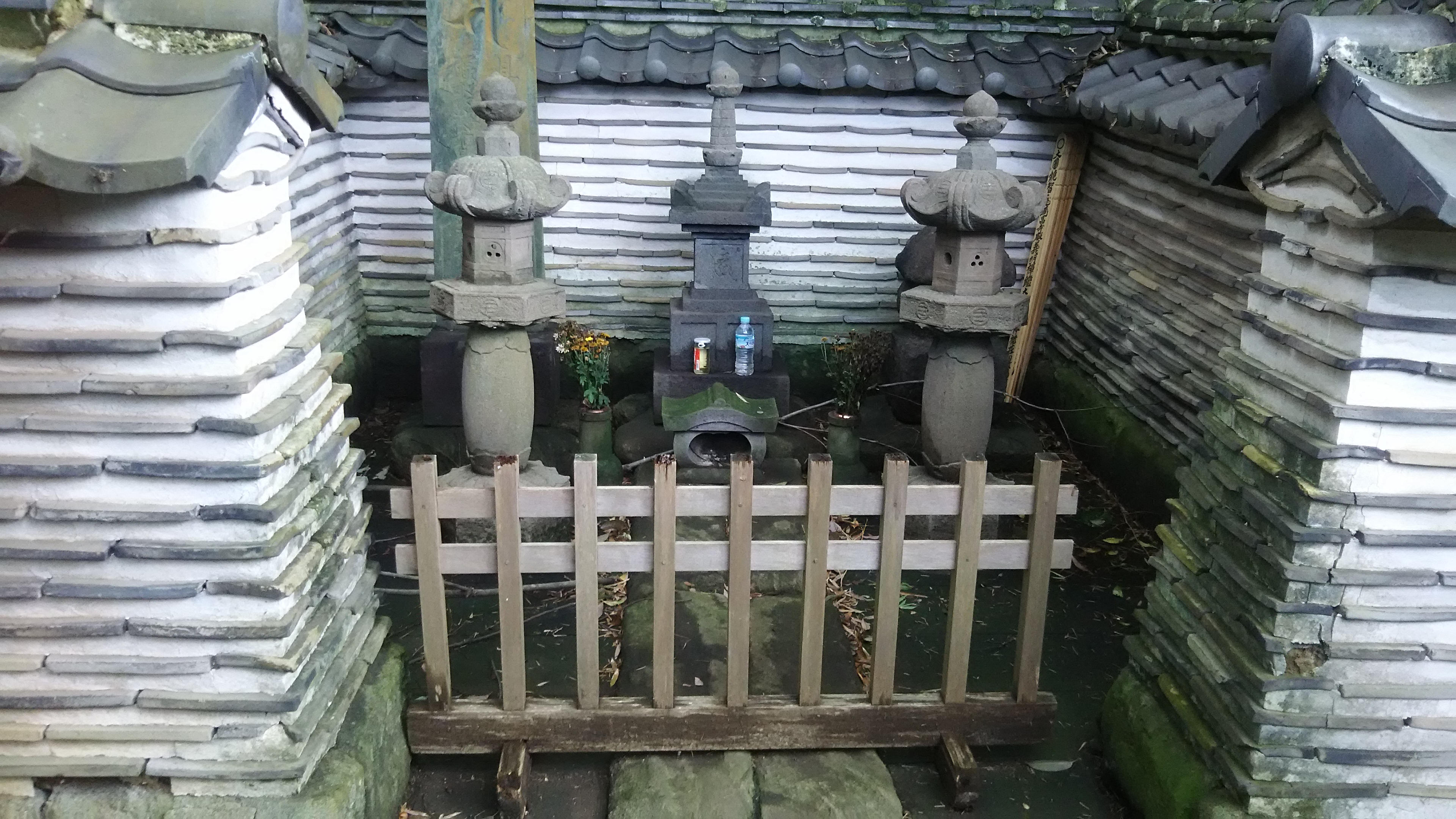
伝三浦義明廟所（満昌寺御霊神社宝物殿裏）
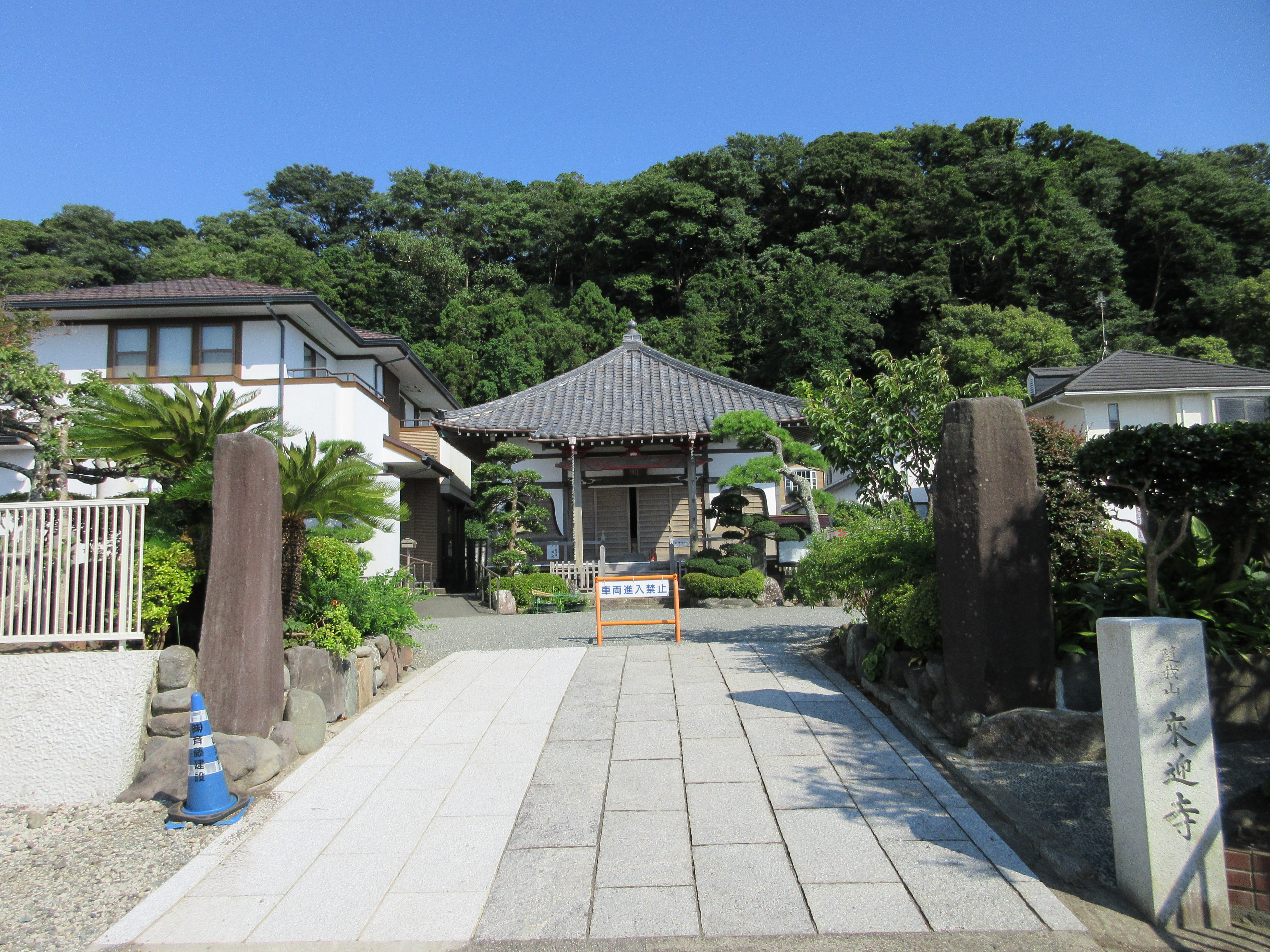
来迎寺 (鎌倉市材木座)
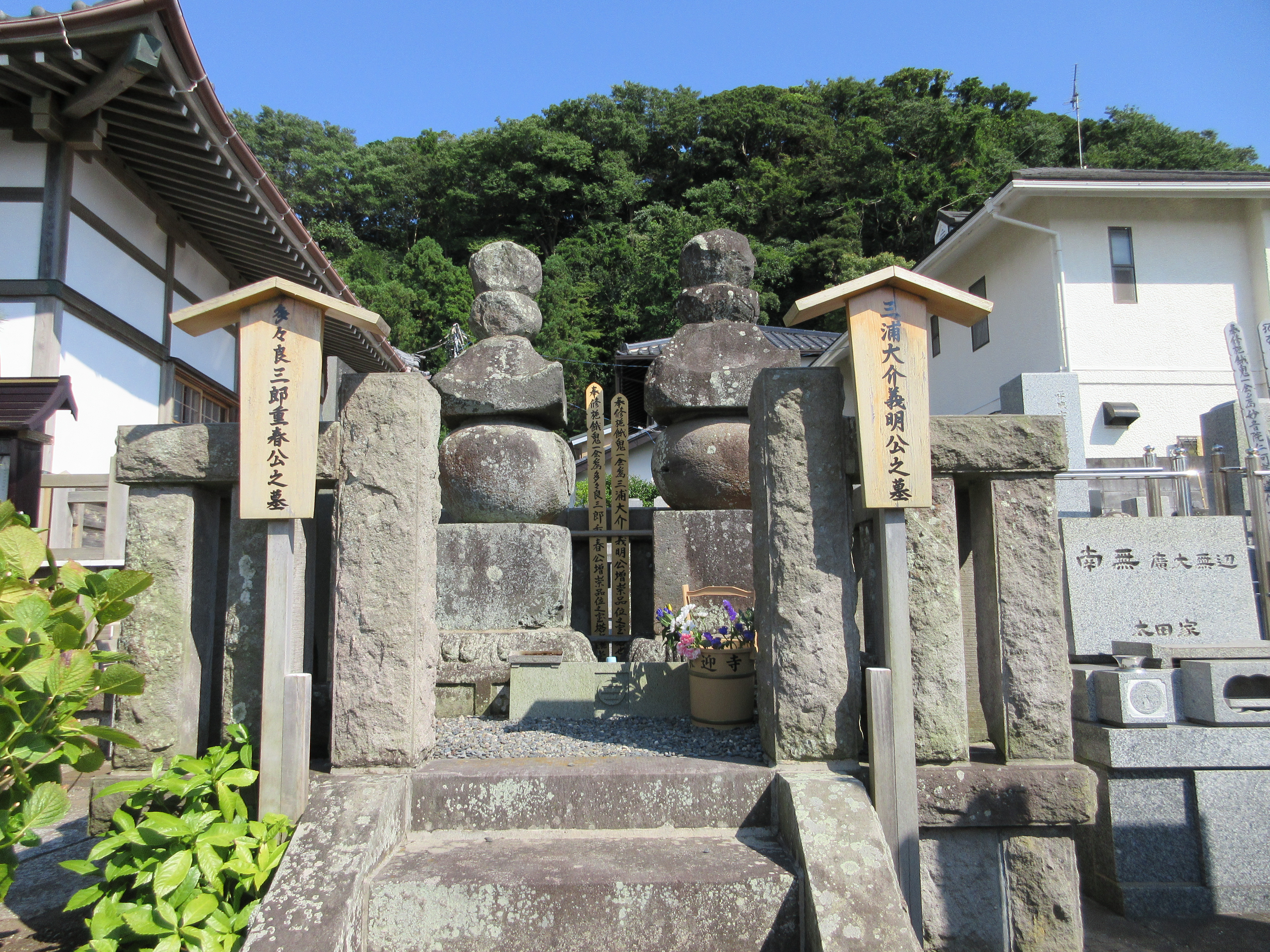
三浦義明公・多々良重春公之墓（来迎寺境内、多々良公は孫）
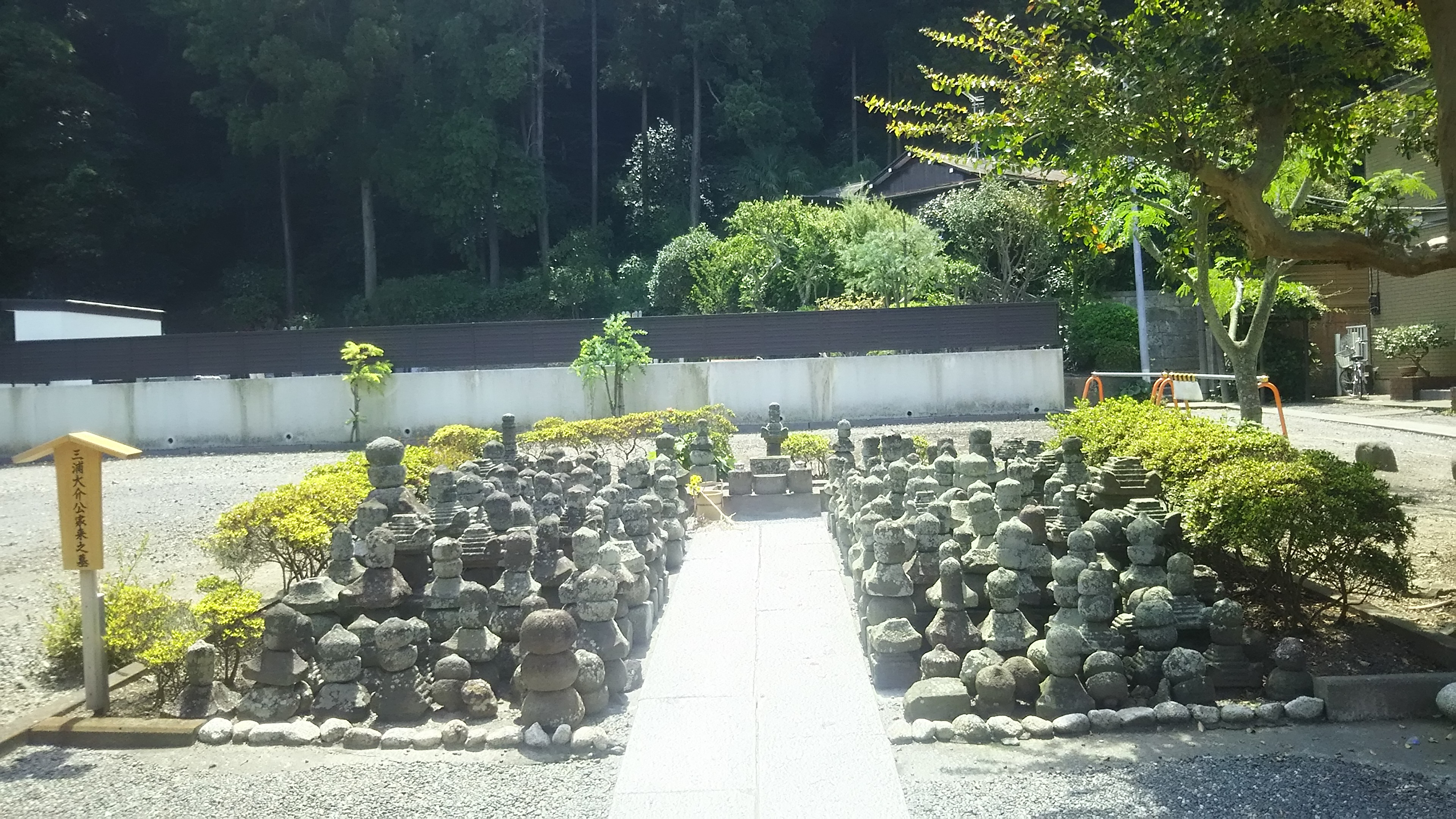
三浦大介公家来之墓（来迎寺境内裏側）
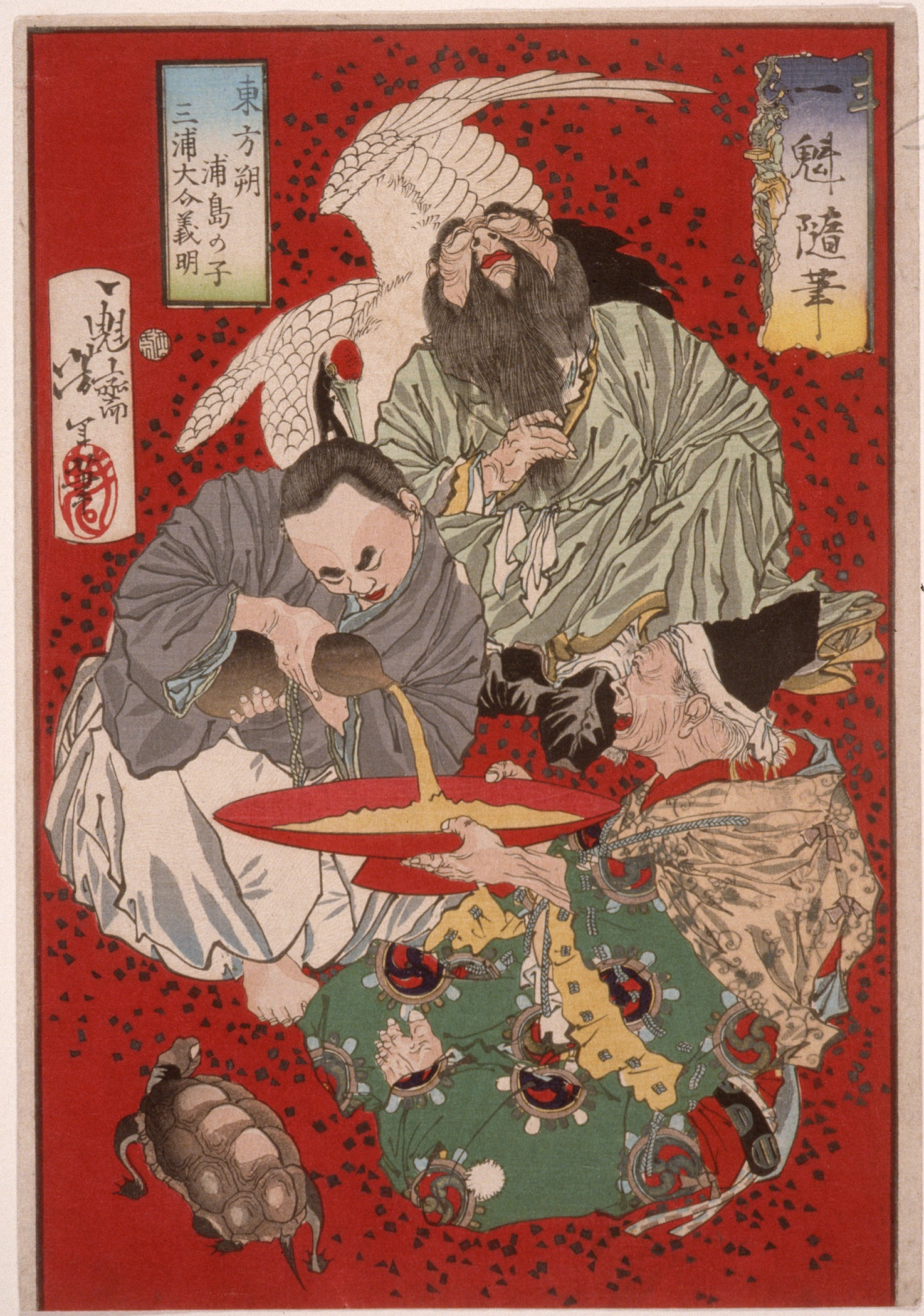
長寿で知られた東方朔、浦島太郎と酒を酌み交わす義明。月岡芳年筆
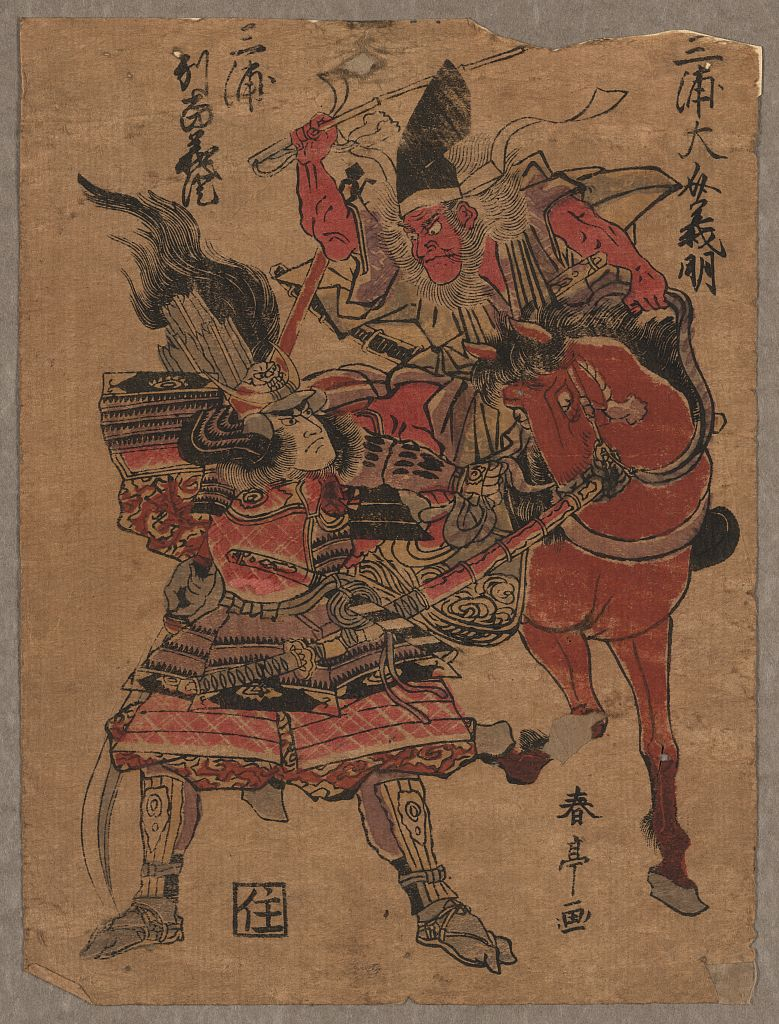
三浦義澄（左）と。勝川春亭画「三浦大介義明、三浦別当義澄」